# Steve Smith (ciclista)
Steve Smith (Nanaimo, 25 novembre 1989 – Nanaimo, 10 maggio 2016) è stato un mountain biker canadese, vincitore della coppa del mondo di downhill nel 2013 e due volte medagliato di specialità ai campionati del mondo.

## Carriera
Nato a Cassidy, villaggio della Columbia Britannica nella municipalità di Nanaimo, nel 2010 e nel 2012 ai campionati del mondo si aggiudica rispettivamente la medaglia d'argento e quella di bronzo nel downhill. Nel 2013 vince per la prima volta la classifica di Coppa del mondo grazie alla vittoria in tre dei sei eventi in calendario, precedendo nella graduatoria di Coppa Gee Atherton e Greg Minnaar.
A febbraio 2014 si rompe la caviglia durante un allenamento a Queenstown in Nuova Zelanda. A seguito di operazione e convalescenza torna a gareggiare a metà stagione per difendere il titolo di Coppa del mondo ma non riesce a primeggiare. Smith muore tragicamente a 26 anni, il 10 maggio 2016, in seguito ad un incidente verificatosi durante un allenamento in moto.

## Palmarès
- Campione nazionale canadese di downhill
- 4 vittorie in eventi della Coppa del mondo di downhill (Hafjell 2012, Mont-Sainte-Anne 2013, Hafjell 2013, Leogang 2013)
- Vincitore generale della Coppa del mondo 2013 di downhill